# 鸟状棘豆
鸟状棘豆（学名：Oxytropis avisoides）为豆科棘豆属下的一个种。